# Aisa
Aisa – gmina w Hiszpanii, w prowincji Huesca, w Aragonii, o powierzchni 80,97 km². W 2011 roku gmina liczyła 367 mieszkańców.